# Sommer-Paralympics 2024/Teilnehmer (Aserbaidschan)
| stlisierte Goldmedaille | stlisierte Silbermedaille | stlisierte Bronzemedaille |
| ----------------------- | ------------------------- | ------------------------- |
| 4                       | 2                         | 5                         |

Aserbaidschan nominierte für die Paralympischen Spiele 2024 in Paris (28. August bis 8. September 2024) eine aus 18 Sportlern bestehende Mannschaft.

## Medaillen

### Medaillenspiegel
| Rang | Sportart       | Gold | Silber | Bronze | Gesamt |
| ---- | -------------- | ---- | ------ | ------ | ------ |
| 1    | Leichtathletik | 3    | 1      | –      | 4      |
| 2    | Taekwondo      | 1    | –      | 1      | 2      |
| 3    | Schwimmen      | –    | 1      | 3      | 4      |
| 4    | Judo           | –    | –      | 1      | 1      |

### Medaillengewinner
| Name/n             | Sportart       | Wettkampf              |
| ------------------ | -------------- | ---------------------- |
| Gold               |                |                        |
| Said Najafzade     | Leichtathletik | Weitsprung T12         |
| Orkhan Aslanov     | Leichtathletik | Weitsprung T13         |
| Lamiya Valiyeva    | Leichtathletik | 100m T13               |
| Imamaddin Khalilov | Taekwondo      | K44 bis 70 kg          |
| Silber             |                |                        |
| Lamiya Yaliyeva    | Leichtathletik | 400m T13               |
| Raman Salei        | Schwimmen      | 100m Rücken S12        |
| Bronze             |                |                        |
| Ilham Zakiyev      | Judo           | J1 über 90 kg          |
| Raman Salei        | Schwimmen      | 100m Freistil S12      |
| Raman Salei        | Schwimmen      | 100m Schmetterling S12 |
| Vali Israfilov     | Schwimmen      | 100m Brust SB13        |
| Raman Salei        | Taekwondo      | K44 bis 58 kg          |

## Teilnehmer nach Sportart

### Bogenschießen
| Männer        |                |     |    |               |     |               |               |               |               |               |               |    |
| Jahan Musayev | Recurve Einzel | 568 | 28 | M. Arab Ameri | 4:6 | ausgeschieden | ausgeschieden | ausgeschieden | ausgeschieden | ausgeschieden | ausgeschieden | 17 |

### Judo
| Athleten          | Wettbewerb           | 1. Runde      | 1. Runde | 1. Hoffnungsrunde | 1. Hoffnungsrunde | Viertelfinale     | Viertelfinale | 2. Hoffnungsrunde  | 2. Hoffnungsrunde | Halbfinale    | Halbfinale    | Kampf um Gold/Bronze | Kampf um Gold/Bronze | Rang   |
| Athleten          | Wettbewerb           | Gegner        | Ergebnis | Gegner            | Ergebnis          | Gegner            | Ergebnis      | Gegner             | Ergebnis          | Gegner        | Ergebnis      | Gegner               | Ergebnis             | Rang   |
| ----------------- | -------------------- | ------------- | -------- | ----------------- | ----------------- | ----------------- | ------------- | ------------------ | ----------------- | ------------- | ------------- | -------------------- | -------------------- | ------ |
| Frauen            |                      |               |          |                   |                   |                   |               |                    |                   |               |               |                      |                      |        |
| Khatira Ismiyeva  | Klasse über 70 kg J1 | M. Aldhanhani | 10:1     | —                 | —                 | N. Akın Güneş     | 0:10          | D. Sanabria Alcala | 10:0              | ausgeschieden | ausgeschieden | C. Garcia            | 0:10                 | 5      |
| Dursadaf Karimova | Klasse über 70 kg J2 | —             | —        | —                 | —                 | R. de Souza Silva | 0:10          | P. Lézé            | 10:0              | ausgeschieden | ausgeschieden | Wang H.              | 0:10                 | 5      |
| Männer            |                      |               |          |                   |                   |                   |               |                    |                   |               |               |                      |                      |        |
| Ilham Zakiyev     | Klasse über 90 kg J1 | —             | —        | —                 | —                 | J. Grandry        | 0:10          | D. Knegt           | 10:0              | ausgeschieden | ausgeschieden | G. Dashtseren        | 1:0                  | Bronze |

### Leichtathletik
Laufen
| Athleten        | Wettbewerb | Vorlauf    | Vorlauf | Finale     | Finale | Rang   |
| Athleten        | Wettbewerb | Zeit       | Rang    | Zeit       | Rang   | Rang   |
| --------------- | ---------- | ---------- | ------- | ---------- | ------ | ------ |
| Frauen          |            |            |         |            |        |        |
| Lamiya Valiyeva | 100m T13   | 11,81 s PB | 1       | 11,76 s WR | 1      | Gold   |
| Lamiya Valiyeva | 400m T13   | 56,51 s    | 2       | 55,09 s    | 2      | Silber |

Springen und Werfen
| Athleten        | Wettbewerb      | Finale     | Finale | Rang |
| Athleten        | Wettbewerb      | Weite      | Rang   | Rang |
| --------------- | --------------- | ---------- | ------ | ---- |
| Männer          |                 |            |        |      |
| Orkhan Aslanov  | Weitsprung T13  | 7,29 m SB  | 1      | Gold |
| Olokhan Musayev | Kugelstoßen F55 | 11,44 m SB | 5      | 5    |
| Said Najafzade  | Weitsprung T12  | 7,27 m     | 1      | Gold |
| Rufat Rafiyev   | Kugelstoßen F36 | 13,38 m SB | 6      | 6    |

### Powerlifting
| Athleten        | Wettbewerb       | Runde 1 | Runde 2 | Runde 3 | Rang |
| --------------- | ---------------- | ------- | ------- | ------- | ---- |
| Männer          |                  |         |         |         |      |
| Jeyhun Mahmudov | Klasse bis 54 kg | 158 kg  | 158kg   | 163 kg  | 8    |

Fett: Diese Runde ging in die Wertung ein.

### Schießen
| Athleten         | Wettbewerb            | Qualifikation   | Qualifikation | Finale          | Finale        | Rang |
| Athleten         | Wettbewerb            | Ringe/ Scheiben | Rang          | Ringe/ Scheiben | Rang          | Rang |
| ---------------- | --------------------- | --------------- | ------------- | --------------- | ------------- | ---- |
| Frauen           |                       |                 |               |                 |               |      |
| Aybaniz Babayeva | 10m Luftpistole SH1   | 542             | 13            | ausgeschieden   | ausgeschieden | 13   |
| Aybaniz Babayeva | 50m Pistole Mixed SH1 | 507             | 26            | ausgeschieden   | ausgeschieden | 26   |
| Männer           |                       |                 |               |                 |               |      |
| Kamran Zeynalov  | 10m Luftpistole SH1   | 559             | 13            | ausgeschieden   | ausgeschieden | 13   |
| Kamran Zeynalov  | 50m Pistole Mixed SH1 | 529             | 14            | ausgeschieden   | ausgeschieden | 14   |

### Schwimmen
| Athleten          | Wettbewerb             | Vorlauf     | Vorlauf | Finale        | Finale        | Rang   |
| Athleten          | Wettbewerb             | Zeit        | Rang    | Zeit          | Rang          | Rang   |
| ----------------- | ---------------------- | ----------- | ------- | ------------- | ------------- | ------ |
| Frauen            |                        |             |         |               |               |        |
| Konul Suleymanova | 50m Rücken S2          | 1:52,64 min | 11      | ausgeschieden | ausgeschieden | 11     |
| Konul Suleymanova | 100m Rücken S2         | 4:03,04 min | 11      | ausgeschieden | ausgeschieden | 11     |
| Männer            |                        |             |         |               |               |        |
| Vali Israfilov    | 100m Brust SB13        | 1:05,82 min | 3       | 1:05,35 min   | 3             | Bronze |
| Raman Salei       | 100m Rücken S12        | 1:01,29 min | 2       | 1:00,67 min   | 2             | Silber |
| Raman Salei       | 50m Freistil S13       | 24,39 s     | 9       | ausgeschieden | ausgeschieden | 9      |
| Raman Salei       | 100m Freistil S12      | 54,21 s     | 4       | 53,65 s       | 3             | Bronze |
| Raman Salei       | 100m Schmetterling S12 | 58,16 s     | 2       | 58,13 s       | 3             | Bronze |

### Taekwondo
| Athleten           | Wettbewerb    | Achtelfinale | Achtelfinale | Viertelfinale    | Viertelfinale | Hoffnungsrunde | Hoffnungsrunde | Halbfinale    | Halbfinale    | Kampf um Gold/Bronze | Kampf um Gold/Bronze | Rang   |
| Athleten           | Wettbewerb    | Gegner       | Ergebnis     | Gegner           | Ergebnis      | Gegner         | Ergebnis       | Gegner        | Ergebnis      | Gegner               | Ergebnis             | Rang   |
| ------------------ | ------------- | ------------ | ------------ | ---------------- | ------------- | -------------- | -------------- | ------------- | ------------- | -------------------- | -------------------- | ------ |
| Männer             |               |              |              |                  |               |                |                |               |               |                      |                      |        |
| Abulfaz Abuzarli   | K44 bis 80 kg | A. Ganapin   | 12:9         | L. Najera        | 3:6           | N. Spajic      | 9:11           | ausgeschieden | ausgeschieden | ausgeschieden        | ausgeschieden        | 7      |
| Imamaddin Khalilov | K44 bis 70 kg | —            | —            | M. Suarez Walker | 12:2          | —              | —              | J. Alikulov   | 7:2           | F. Çelik             | 15:2                 | Gold   |
| Sabir Zeynalov     | K44 bis 58 kg | —            | —            | M. Tanaka        | 6:5           | —              | —              | A. Özcan      | 18:23         | T. Kaenkham          | 12:4                 | Bronze |